# Kinas flagga
Folkrepubliken Kinas flagga är röd med en gul femuddig stjärna som till höger omges av fyra mindre stjärnor. Den antogs 1949 i samband med att Kinas kommunistiska parti och Folkets befrielsearmé besegrade Kuomintang i det kinesiska inbördeskriget. Flaggan hissades för första gången när Mao Zedong utropade Folkrepubliken Kina den 1 oktober 1949 på Himmelska fridens torg i Peking.

## Symbolik

Kinas kommunistiska partis flagga

I samband med att Kinas kommunistiska parti och Kinesiska folkets politiskt rådgivande konferens beslutade att grunda en folkrepublik i september 1949 utlystes en tävling om en ny nationsflagga. Det inkom 2992 olika förslag och det vinnande förslaget utformades av ekonomen Zeng Liansong (1917-1999), vilket antogs av den politiskt rådgivande konferensen den 27 september 1949. Flaggans utformning har till stor del hämtats från kommunistpartiets flagga. Rött är socialismens färg, och stjärnornas gula färg kommer från kommunistflaggan.
Det finns ingen officiell förklaring till vad stjärnorna symboliserar, men en vanlig förklaring är att de fyra mindre stjärnorna representerar de fyra samhällsklasserna (arbetarna, bönderna, småborgarna och de patriotiska kapitalisterna) och den större stjärnan symboliserar det kinesiska kommunistpartiet. Femtalet står i kinesisk filosofi för helhet och fullkomlighet. En annan förklaring är att stjärnorna står för de viktigaste etniska grupperna i Kina. Den stora stjärnan står då för hankineserna, och de fyra mindre står för mongoler, manchuer, tibetaner och uigurer. Stjärnornas antal återspeglar det faktum att talet 5 är viktigt i den kinesiska filosofin. På kinesiska kallas flaggan 五星红旗 wǔ xīng hóng qí (femstjärniga rödflaggan).

## Militära flaggor

Folkets befrielsearmés örlogsflagga är helröd med en stjärna och de kinesiska tecknen för siffrorna 8 och 1 i gult. Siffrorna refererar till det datum då armén grundades, vid Nanchangupproret den 1 augusti 1927.
Markstridskrafternas örlogsflagga.
Flottans örlogflagga är Befrielsearméns flagga med fem horisontella ränder längst ned, tre blå och två vita, vilka representerar havet.
Flygvapnets örlogsflagga.

## Historiska flaggor
- Qingdynastins första flagg infördes 1872.[3] Flaggan var trekantig och gul med en drake i blått som representerade Manchudynastin. Flaggan hade införts som örlogsgös 1863 och blev i rektangulär form med vissa ändringar stats- och örlogsflagga omkring 1890.
- Denna flagga användes av de revolterande trupperna i Wuhan under Xinhairevolutionen 1911 och användes som Republiken Kinas arméflagga fram till 1928.<ref
- Republiken Kinas statsflagga från 1912 till 1928. De fem horisontella olikfärgade banden stod för de fem största folkgrupperna i Kina: hankineser (rött), manchuer (gult), mongoler (blått), uigurer (vitt) och tibetaner (svart).
- Denna flagga antogs den 8 oktober 1928 som Republiken Kinas officiella flagga. Den avskaffades med grundandet av Folkrepubliken Kina 1949 men används fortfarande som Taiwans flagga.